# Krzyżanów
Krzyżanów ist ein Dorf im Powiat Kutnowski der Woiwodschaft Łódź in Polen. Es ist Sitz der gleichnamigen Landgemeinde mit 4202 Einwohnern (Stand 31. Dezember 2020).

## Geographie

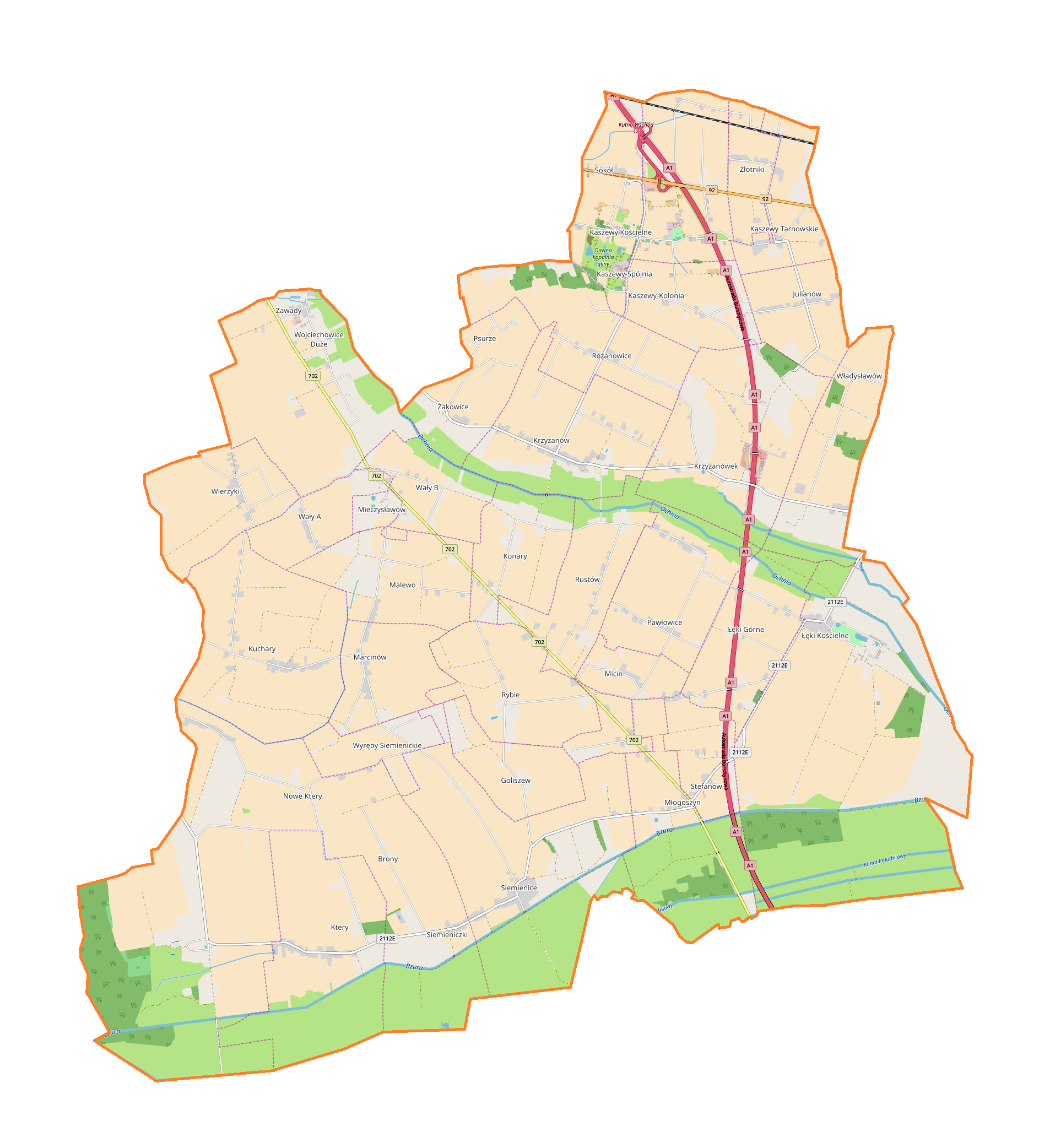
Lage des Orts in der Gemeinde

Der Ort liegt im Norden der Woiwodschaft. Die Kreisstadt Kutno liegt acht Kilometer nordwestlich. Nachbarorte sind Żakowice im Westen, Różanowice im Norden, Krzyżanówek im Osten, Rustów sowie Konary im Süden und Wały B im Südwesten. Südlich des Dorfs fließt die Ochnia, die in den Weichsel-Zufluss Bzura entwässert. Das Gebiet der Gemeinde ist eben und die Böden sind von bester Qualität (Index 1.1).

## Geschichte
In der deutschen Besatzungszeit nach dem Überfall auf Polen gehörte der Ort zum Landkreis Kutno im Reichsgau Wartheland. – Das Dorf war bis 1954 Sitz der Gmina Krzyżanówek. Diese wurde in Gromadas aufgelöst und 1973 als Gmina Krzyżanów neugebildet. Von der Woiwodschaft Łódź kam die Region 1975 zur Woiwodschaft Płock, der Powiat wurde aufgelöst. Zum 1. Januar 1999 wurden die Woiwodschaft Łódź (im großen Zuschnitt) und der Powiat Kutnowski wieder errichtet.

## Baudenkmal
Das Herrenhaus, Sitz der Gemeindeverwaltung, stammt aus der zweiten Hälfte des 19. Jahrhunderts. Es wurde unter der Nummer 592 am 20. Juni 1988 als Baudenkmal in das Nationale Denkmalregister der Woiwodschaft eingetragen.

## Gemeinde
Zur Landgemeinde (gmina wiejska) Krzyżanów gehören das Dorf selbst und 30 weitere Dörfer mit Schulzenämtern (sołectwa).
Neben der Gemeindeverwaltung befinden sich im Dorf das Kultur- und Sportzentrum der Gemeinde mit der Gemeindebibliothek, soziale Einrichtungen und eine der drei Grundschulen.

## Verkehr
Vom Dorf führen untergeordnete Straßen nach Westen, Osten und Norden, wo nach vier Kilometern die Autobahn A1 und die Landesstraße DK92 (Kutno–Łowicz) erreicht werden. Der nächste Fernbahnhof ist der Eisenbahnknoten Kutno, der nächste internationale Flughafen Łódź.